# سیارک ۲۲۹۸۹
سیارک ۲۲۹۸۹ (به انگلیسی: 22989 Loriskopp، نامگذاری:1999VY61) بیست و دو هزار و نهصد و هشتاد و نهمین سیارک کشف شده‌است که در ۴ نوامبر ۱۹۹۹ کشف شد.
قدر مطلق سیارک برابر ۱۵.۵ است.